# Amendement (loi)
Pour les articles homonymes, voir amendement.
 (mai 2016).

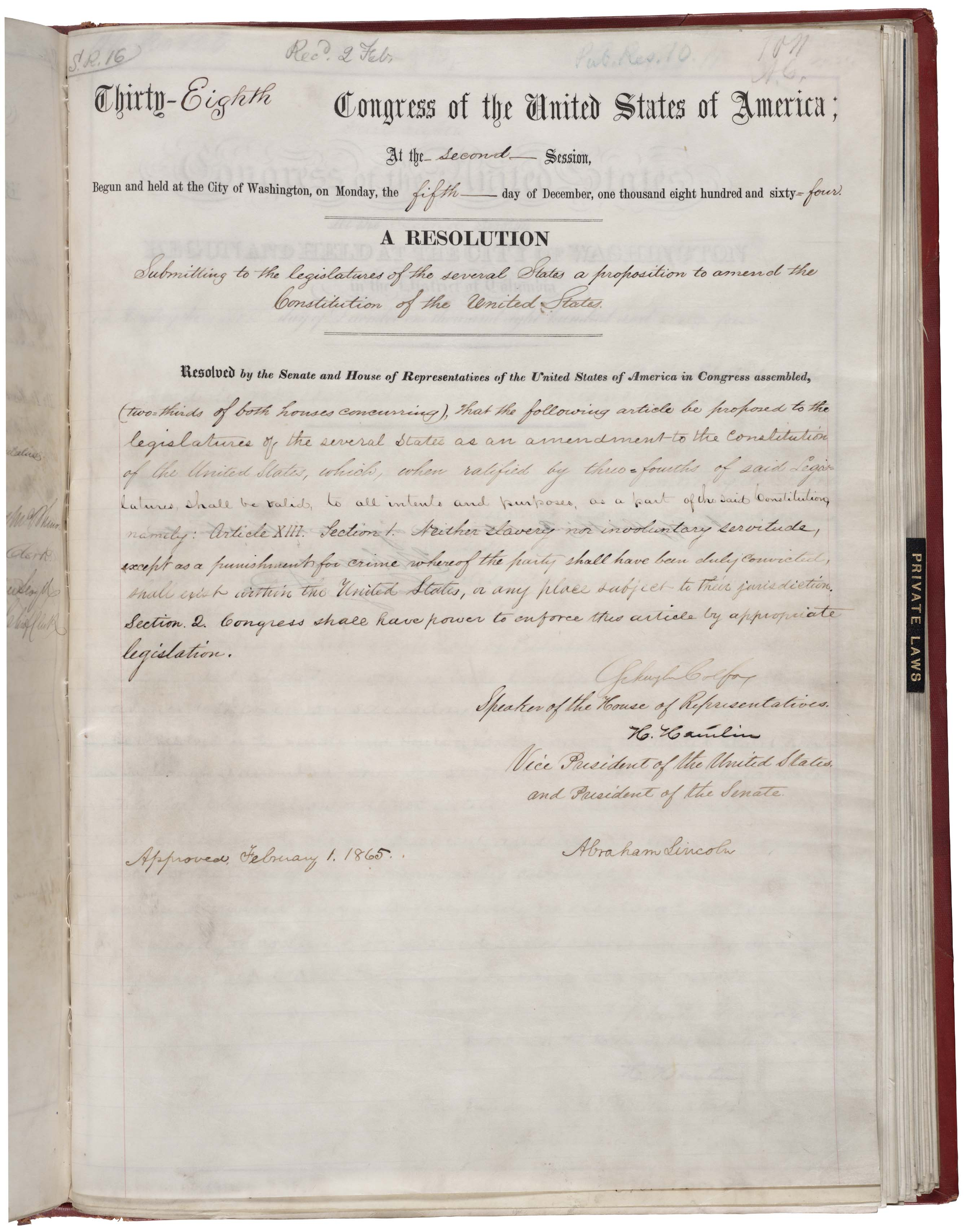
13e amendement de la Constitution des États-Unis d'Amérique

Un amendement est une modification, soumise au vote d'une assemblée, en vue de corriger, compléter ou annuler tout ou une partie d'un projet ou d'une proposition de loi en cours de délibération ou d'une loi préexistante.
En général, le droit d'amendement, c'est-à-dire le droit de proposer des modifications au texte soumis au vote, est réservé aux membres de l'assemblée concernée et éventuellement au gouvernement.
Juridiquement parlant, il peut également s'agir d'une modification que l'on souhaite apporter à un contrat. Il sera alors opportun d'indiquer, à même l'amendement, que celui-ci fera partie intégrante et/ou sera ajouté en annexe au contrat initial que l'on entend ainsi modifier. En droit international public, le terme est également employé pour désigner la modification d'une convention internationale.
Aux États-Unis, le terme amendement désigne aussi une modification apportée à la constitution du pays : ainsi le XIIIe amendement interdit l'esclavage aux États-Unis (voir la liste des amendements de la constitution des États-Unis).

## Étymologie
Provient du latin menda (la faute) et emendare qui signifie corriger une faute, puis par extension améliorer la terre.
En français, amender a, jusqu'au XVIIe siècle, le sens général d’améliorer, ainsi que très tôt – en ancien français – le sens particulier d'engrais en agriculture. Empruntant à l'anglais la signification juridique qu'on lui connaît aujourd'hui, il entre dans les règlements des assemblées pendant la Révolution.

## Le droit d'amendement parlementaire en France
En France, la Constitution du 4 octobre 1958 prévoit que le droit d'amendement soit réservé aux membres du parlement (Sénat et Assemblée nationale) et au gouvernement.
Chaque année, les deux assemblées déposent de nombreux amendements. Lors de la session 2003-2009, les députés ont déposé 27 073 amendements et les sénateurs 10 398.
Une forme d'obstruction parlementaire consiste à déposer plusieurs milliers d'amendements lors de la discussion à l'Assemblée nationale d'un texte de loi. Ainsi, en septembre 2006, l'opposition a déposé pas moins de 137 537 amendements au projet de loi relatif au secteur de l'énergie, record absolu pour un texte sous la Cinquième République.
Le droit d'amendement connaît certaines limites, non pour le nombre d'amendements déposés mais pour leur contenu. L'« irrecevabilité » peut être opposée à un amendement afin d'empêcher sa discussion dans trois cas :
- irrecevabilité financière : il s'agit d'un amendement déposé par un parlementaire qui « aurait pour conséquence soit une diminution des ressources publiques, soit la création ou l'aggravation d'une charge publique[5] ». La diminution des ressources publiques doit être appréciée de manière globale : un amendement compensant la diminution d'une taxe par l'augmentation, au moins équivalente en volume, d'une autre taxe est recevable ;
- irrecevabilité matérielle : un amendement qui relève du domaine réglementaire et non du domaine de la loi (article 34 de la Constitution) est irrecevable, aux termes de l'article 41 de la Constitution de 1958 ;
- irrecevabilité procédurale : un amendement sans rapport au moins indirect avec le texte principal peut être déclaré irrecevable. Ces amendements sont désignés par le nom de "cavalier législatif" ; les termes de "cavalier financier" ou de "cavalier budgétaire" et de "cavalier social" sont employés pour parler de mesures qui ne peuvent être intégrées aux lois de Finances ou aux lois de financement de la Sécurité sociale, en application de la loi organique[6].

Une décision du Conseil constitutionnel, rendue le 19 janvier 2006, a précisé les conditions dans lesquelles s'applique la règle de l'irrecevabilité procédurale. D'après cette décision, le droit d'amendement est restreint lors de la deuxième lecture et des lectures suivantes : sauf cas particuliers, un amendement doit alors être en relation directe avec une disposition restant en discussion. C'est la règle de l'« entonnoir », selon laquelle les dispositions adoptées dans les mêmes termes par les deux assemblées au cours d'une lecture ne peuvent plus être remises en cause lors de la lecture suivante : le texte discuté est donc de plus en plus court, jusqu'à l'adoption finale des dernières dispositions.
Le droit d'amendement retrouve une forte vitalité et un grand intérêt depuis les élections législatives des 12 et 19 juin 2022, qui n'accordent au gouvernement dirigé par Élisabeth Borne qu'une majorité relative pour la XVIe législature.